# (33675) 1999 JW100
1999 JW100 (asteroide 33675) é um asteroide da cintura principal. Possui uma excentricidade de 0.14404670 e uma inclinação de 13.93746º.
Este asteroide foi descoberto no dia 12 de maio de 1999 por LINEAR em Socorro.